# Heidi Larson
Heidi J. Larson, Lady Piot é uma antropóloga estadunidense e diretora fundadora do Vaccine Confidence Project. Heidi Larson chefiou a Comunicação Global de Imunização na UNICEF e é autora de Stuck: How Vaccine Rumours Start and Why They Don't Go Away. Ela foi reconhecida como uma das 100 mulheres mais influentes do mundo, pela BBC em 2021.

## Educação e início de carreira
Filha de um padre e defensor dos direitos civis, Heidi Larson cresceu em Massachusetts, nos Estados Unidos.
Heidi trabalhou para a Save the Children na Cisjordânia e no Nepal depois da faculdade. Trabalhar no exterior despertou seu interesse por antropologia e ela acabou se formando nessa disciplina pela Universidade da Califórnia. Ela obteve um Ph.D. em 1990. Ela trabalhou para diversas empresas na década de 1990, incluindo a Apple e a Xerox.

## Trabalho na imunização
Heidi Larson voltou à UNICEF em 2000, trabalhando em comunicações globais para vários programas de vacinação da agência. Ela desenvolveu experiência no trabalho com profissionais de saúde locais para neutralizar rumores que ameaçavam inviabilizar as iniciativas de vacinação. Ela fundou o Vaccine Confidence Project na London School of Hygiene &amp; Tropical Medicine, que ainda dirige em 2020, além de ensinar antropologia, Riscos e Ciência da Decisão.
Desde 2015, Heidi Larson lidera um projeto da União Europeia para apoiar os esforços de vacinação em Serra Leoa, em Ruanda, na República Democrática do Congo e na Uganda, identificando e combatendo rumores que possam reduzir a eficácia da campanha. Depois de trabalhar na vacinação contra o ébola, o grupo está desmascarando mitos sobre a gripe e a COVID-19.
Heidi Larson é Diretora de Iniciativas Europeias no Instituto de Métricas e Avaliação de Saúde (IHME) e Professora Clínica Associada no Departamento de Saúde Global da Universidade de Washington. Em meio à pandemia de COVID-19, ela co-presidiu (ao lado de J. Stephen Morrison) o Painel de Alto Nível CSIS-LSHTM sobre Confiança e Desinformação em Vacinas em 2020.
Descrevendo-se como “uma paciente otimista”, Heidi compreendeu desde cedo que era necessário fazer esforços significativos para combater a desinformação sobre as vacinas. A ex-diretora executiva do UNICEF, Carol Bellamy, disse que Heidi "não estava gritando 'O céu está caindo', ela estava gritando 'O céu pode cair se não fizermos alguma coisa'".
Em um artigo publicado em fevereiro de 2021, Heidi Larson reconheceu a extensa colaboração, participação no conselho consultivo e financiamento de fabricantes de vacinas, as empresas farmacêuticas GlaxoSmithKline e Merck & Co.

## Reconhecimento
- 2021 - BBC 100 mulheres mais influentes do mundo.[18]

- Prêmio Virchow de Saúde Global, Membro do Conselho (2022-presente) [19]

## Vida pessoal
Heidi Larson é casada com o virologista belga Peter Piot.

## Publicações selecionadas
- Larson, Heidi J. (2020). Stuck: How Vaccine Rumors Start and Why They Don't Go Away. Oxford: Oxford University Press. ISBN 9780190077242
- de Figueiredo, Alexandre; Simas, Clarissa; Karafillakis, Emilie; Paterson, Pauline; Larson, Heidi (2020). «Mapping global trends in vaccine confidence and investigating barriers to vaccine uptake: a large-scale retrospective temporal modelling study». The Lancet. 396 (10255): 898–908. PMC 7607345. PMID 32919524. doi:10.1016/S0140-6736(20)31558-0
- Larson, Heidi J.; Figueiredo, Alexandre de; Xiahong, Zhao; Schulz, William S.; Verger, Pierre; Johnston, Iain G.; Cook, Alex R.; Jones, Nick S. (2016). «The State of Vaccine Confidence 2016: Global Insights Through a 67-Country Survey». eBioMedicine. 12: 295–301. ISSN 2352-3964. PMC 5078590. PMID 27658738. doi:10.1016/j.ebiom.2016.08.042